# Étoile de type solaire
Une étoile de type solaire, étoile analogue au Soleil (ou analogue solaire, ou étoile jumelle du Soleil ou jumeau du Soleil) est une étoile ayant des caractéristiques semblables à celles du Soleil. La plupart des scientifiques considèrent que la possibilité d'avoir une planète habitable pour la vie telle que nous la connaissons est plus forte autour d'un jumeau du Soleil qu'autour d'autres étoiles.

## Description
Le type spectral, la température de surface, la période de rotation, la masse, la variabilité et la métallicité doivent avoir des valeurs proches de celle du Soleil.
Selon Hall et Lockwood, « les termes étoile similaire au Soleil / de type solaire, analogue solaire et jumeau solaire sont des descriptions progressivement restrictives » de similarité au Soleil, c'est-à-dire qu'ils traduisent un degré de similarité croissant avec le Soleil. Il semble cependant que le Soleil soit moins actif que les étoiles de type solaire sans que l'on sache si cela reste vrai à des échelles de temps plus élevées que quelques milliers d'années.

### Sens large: étoiles FGK de la séquence principale
Les étoiles de la séquence principale de type spectral F, G ou K, c'est-à-dire les naines jaune-blanc, jaunes et orange, sont souvent groupées dans les études d'ensemble : on parle alors parfois directement d'étoiles FGK de la séquence principale. On les oppose ainsi aux naines M, plus petites, et aux étoiles blanches et bleues (type O, B ou A : étoile OBA de la séquence principale), plus grosses.

## Liste
Les étoiles actuellement considérées comme étant des jumeaux du Soleil sont :
- HD 186302, meilleur jumeau solaire en 2018.

- HIP 56948, qui est actuellement l'étoile connue la plus semblable au Soleil ;
- HD 164595, parfois baptisée Soleil 2.0 ;
- 18 Scorpii[3];
- 37 Geminorum ;
- 51 Pegasi ;
- Beta Canum Venaticorum ;
- HD 98618 (en) ;
- HIP 102152.

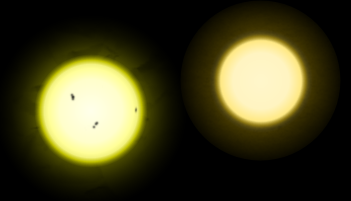
Le Soleil et Tau Ceti, cette dernière étant plus petite et moins lumineuse.

Parmi les analogues solaires, on peut par exemple citer Tau Ceti.